# Carl Burgos
Carl Burgos (nacido Max Finkelstein; Nueva York, Nueva York, Estados Unidos, 18 de abril de 1916-1 de marzo de 1984) fue un artista de cómic estadounidense y artista publicitario creador de la Antorcha Humana original en Marvel Comics # 1 (octubre de 1939), durante el período que los historiadores y fanáticos llaman la edad de oro de las historietas.
Fue incluido en el salón de la fama de las historietas Jack Kirby en 1996.

## Biografía

### Primeros años
Carl Burgos nació como Max Finkelstein en la ciudad de Nueva York, hijo de padres judíos.
Burgos fue una persona muy reservada que rara vez dio entrevistas en vida, por lo que se sabe poco de su vida privada, por ejemplo, se han reportado diferentes años de su nacimiento, su hija Susan ha reportado 1916 en diferentes ocasiones, lo cual parece ser confirmado por datos de censo de la época, mientras que The Steranko Story of Comics le atribuye 1917 y la Grand Comics Database afirma que 1920.
Estudió en la Academia Nacional de Diseño en Manhattan, donde, recordó a fines de la década de 1960, «la abandoné después de un año porque no podía aprender lo suficiente».

### Carrera temprana
Burgos tomó un trabajo en la Franklin Engraving Company, que grababa las planchas de impresión para los cómics producidos por Harry «A» Chesler, fundador de uno de los «empaquetadores» de historietas de esa época, que creaba cómics a pedido para los editores que ingresaban en este nuevo medio. Se unió al estudio de Chesler en 1938, Burgos aprendió dibujando fondos y bordes de paneles, y entintando el trabajo de los dibujantes de cómics. Sus primeros trabajos incluyen el dibujo a lápiz y entintado de la historia de seis páginas «El último pirata», protagonizada por el conde Rocco y su barco, el Emerald Queen, en el título de Centaur Publications Star Comics vol. 2, #2 (marzo de 1939); creando los features «Air-Sub DX», Amazing Mystery Funnies vol. 2, #4 (abril de 1939) y «Rocky Dawson»; y creando al héroe robot Iron Skull Amazing-Man Comics #5 (septiembre de 1939), todos para Centaur Publications.
Burgos y otros, entre ellos el escritor y artista de Centaur Publications Bill Everett, se unieron al director de arte de Centaur, Lloyd Jacquet, cuando fundó su propia empacadora de historietas, Funnies, Inc. Como Everett describió más tarde, «Lloyd [...] tuvo la idea de que quería iniciar su propio servicio de arte, para iniciar una pequeña organización que proporcionara material gráfico y editorial a los editores [...] pidió que me uniera a él. También le preguntó a Carl Burgos. Así que éramos el núcleo [...]»  Añadió: «no sé cómo explicarlo, pero todavía trabajaba como autónomo. Ese fue el acuerdo que teníamos. Los artistas, incluyéndome a mí, en Funnies, trabajamos de forma independiente».
Después de un intento fallido de regalar un cómic promocional en las salas de cine, la primera venta de Funnies, Inc. fue a la igualmente nueva Timely Comics, fundada por el editor Martin Goodman, la editorial predecesora de Marvel Comics; Funnies, Inc. proporcionó el contenido de Marvel Comics #1 (octubre de 1939). Ese número histórico incluía además de a la Antorcha Humana (originalmente, Human Torch), dibujada y escrita de Burgos, sino también al exitoso personaje de Everett, Namor, the Sub-Mariner. La portada presentaba a la Antorcha Humana pintada por Frank R. Paul, un veterano artista pulp de ciencia ficción.
El personaje de Burgos resultó ser un éxito y rápidamente pasó a encabezar uno de los primeros títulos de historieta dedicados un personaje único, The Human Torch (otoño de 1940, sin fecha de portada y desde el #2, se apropió de la numeración del número único del título Red Raven Comics). Luego creó al superhéroe White Streak para el título de la editorial Novelty Press,Target Comics # 1 (febrero de 1940) y, con el escritor John Compton, cocreo al superhéroe Thunderer en Daring Mystery Comics # 7 (abril de 1941) para Timely.
Burgos hizo su servicio militar durante la Segunda Guerra Mundial en 1942, comenzando como parte del Cuerpo Aéreo del Ejército de los Estados Unidos, para lo cual recibió entrenamiento como guarda de infantería y fue enviado al extranjero como fusilero antes de ser transferido al Cuerpo de Señales y luego a una división de ingeniería.

### Atlas y la década de 1950
Después de su regreso de la guerra, Burgos asistió al City College de Nueva York para estudiar publicidad y dibujó una pequeña cantidad de historias para Timely, entre ellas antologías de dramas criminales en Official True Crime Cases Comics #24 (otoño de 1947), y Complete Mystery #3-4 (diciembre de 1948-febrero de 1949). Otros trabajos en esta época incluyeron el dibujo de una historia del Capitán América en Marvel Mystery Comics #92 (junio de 1949) y entintar a sus colegas de Timely, Mike Sekowsky y Syd Shores, cada uno en al menos una historia protagonizada por Sun Girl y Blonde Phantom, ambas en Marvel Mystery Cómics #89 (diciembre de 1948).
Después abandonar gradualmente el trabajo de tiempo completo en cómics, Burgos comenzó una carrera en la publicidad y el arte comercial mientras que trabajaba independientemente de manera frecuente para Atlas Comics, la predecesora de Marvel de la década de 1950, principalmente como artista de portada para todos los géneros, desde historias de la selva hasta historietas bélicas. El entonces artista de Atlas, Stan Goldberg, que se unió a la editorial en 1949, recordó en 2002 que «Burgos formó parte del personal de planta la mayor parte del tiempo que estuve allí».

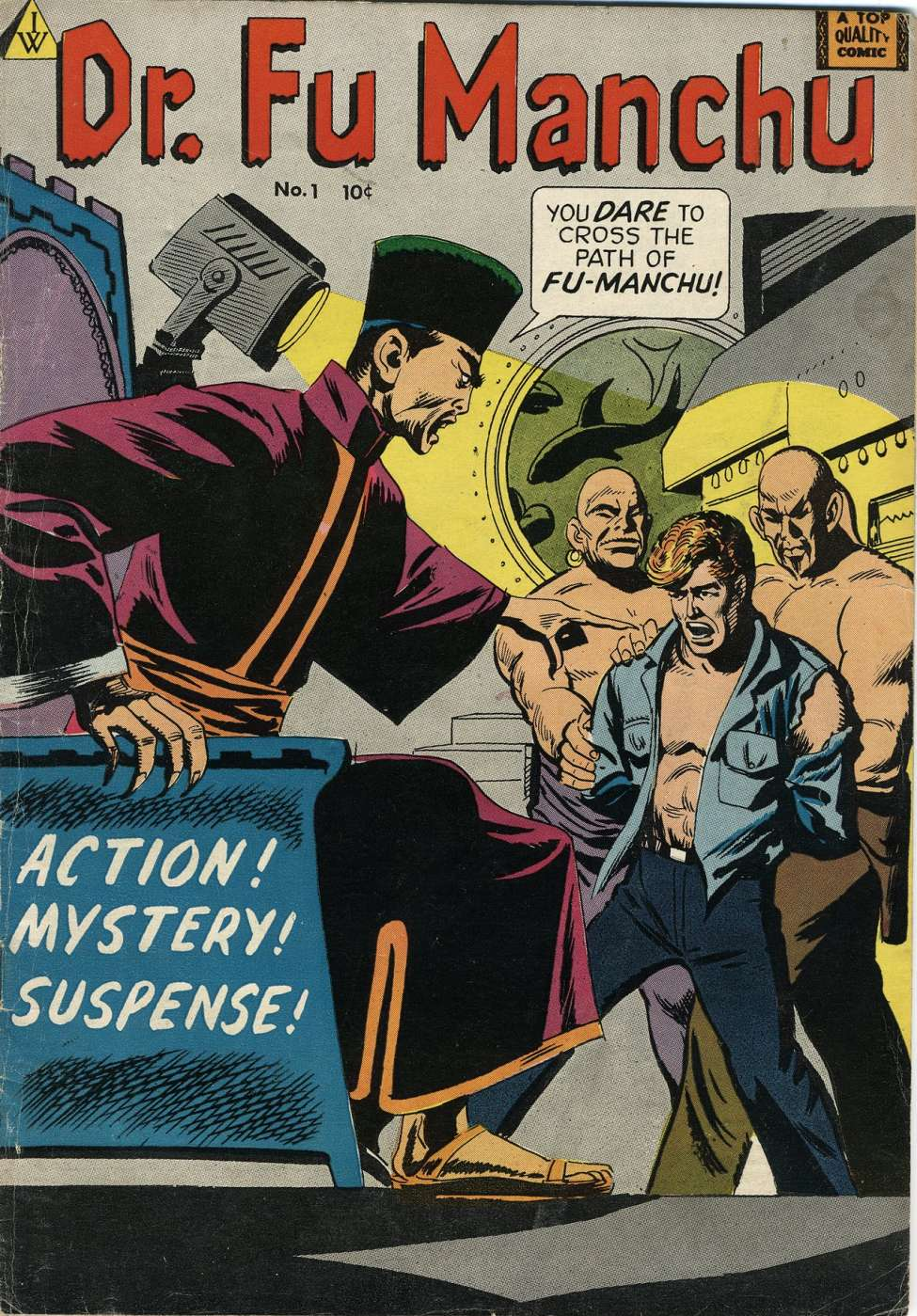
Dr. Fu Manchu # 1 de IW Publications (1958), material de reimpresión de Avon Comics. Arte de portada por Burgos.

Su trabajo en historietas más destacado durante este periodo ocurrió durante el intento de Atlas de revivir el género de superhéroes a mediados de la década de 1950 con las estrellas de Timely: Antorcha Humana, Namor y Capitán América. Burgos dibujó las historias de Antorcha Humana en Young Men #25-28 (febrero-junio de 1954), así como las portadas de Young Men #24-25 (diciembre de 1953-febrero de 1954) y del breve relanzamiento de Human Torch #36-38 (abril-agosto de 1954); también volvió a dibujar al menos la silueta de la Antorcha Humana en el primer panel de la historia de nueve páginas del artista Russ Heath «The Return Of The Human Torch» en Young Men #24.
Durante la década de 1950 Burgos contribuyó a las historietas cómicas de Atlas Crazy, Wild y Riot; así como la historieta western Annie Oakley y antologías de ciencia ficción y terror, tales como Astonishing, Journey Into Unknown Worlds, Strange Stories of Suspense y Strange Tales of the Unusual, entre muchas otras. Su último crédito en Atlas fue una historia de cinco páginas llamada «Dateline - Iwo Jima» en Battle #70 (junio de 1960).
Durante 1958 y 1959, Burgos escribió humor para los títulos Frantic de la editorial Pierce Publishing, Loco de Satire Publications y Cracked de Major Magazines, así como diseño de arte para las series The Adventures of The Fly y The Double Life of Private Strong de MLJ/Archie Comics. Burgos también hizo ilustraciones para las revistas pulp de la década de 1950 de Martin Goodman, editor de Marvel, entre ellas Marvel Science Stories y Western Magazine; además de ilustrar portadas para la editorial de reimpresiones IW Publications.
Durante finales de la década de 1950 y principios de la década de 1960, Burgos trabajó para la Pro-Art Company[cita requerida] y más tarde para la Belwin Company,[cita requerida] en donde dibujó portadas para libros de partituras, con la ayuda ocasional de Susan Burgos, una de sus dos hijas.[cita requerida]También trabajó para una empresa de tarjetas de felicitación.[cita requerida]

### Edad de Plata y carrera posterior
A mediados de la década de 1960, durante la era que los fanáticos e historiadores llaman la edad de plata de los cómics, Burgos inició una demanda legal contra Marvel por los derechos de propiedad de la Antorcha Humana, cuyo nombre y superpoderes habían sido reutilizados para el personaje Johnny Storm de los Cuatro Fantásticos desde 1961, pero sin éxito, la resolución favoreció a Marvel. No obstante, Burgos contribuyó con arte para una historia de Johnny Storm en Strange Tales #123 (agosto de 1964), así como para tres historias de Giant-Man en Tales to Astonish #62-64 (diciembre de 1964-febrero de 1965). Burgos se dibujó a sí mismo y al escritor y editor Stan Lee en el panel final de la historia en Strange Tales #123, con el siguiente diálogo:
Stan Lee (refiriéndose a la Antorcha Humana y Thing): «Ahí van los mejores tipos del mundo, Carl».

Carl Burgos: «Oh, solo tienes prejuicios, Stan».
Stan Goldberg observó en 2005 que «Carl [Burgos] y Stan [Lee] nunca se llevaron bien porque sus personalidades chocaban. Cuando Atlas se convirtió en Marvel, Carl nunca volvió de verdad a la empresa, ni tampoco a los cómics».
Marvel finalmente usó a la Antorcha Humana de Burgos, comenzando con The Fantastic Four Annual #4 (noviembre de 1966). Ese mismo año, Burgos creó un personaje con una corta historia de publicación llamado Capitán Marvel para la editorial M. F. Enterprises del editor Myron Fass, que compartía su nombre con un personaje de la editorial Fawcett Comics que había sido muy exitoso en la década de 1940. La última pieza de arte de Burgos para una historieta de la que se cuenta registro fue la portada de Captain Marvel #4 (noviembre de 1966).
De 1971 a 1975, Burgos se desempeñó como editor Eerie Publications, la línea de historietas de terror en blanco y negro de Fass, que incluía títulos como Horror Tales, Weird, Tales from the Tomb, Tales of Voodoo, Terror Tales, Weird y Witches Tales. Desde entonces hasta 1984 editó revistas para Harris Publications.
Cuando falleció, por cáncer de colon, vivía en el condado de Nassau, en Long Island.